# Kodály Zoltán Gimnázium (Galánta)
Koordináták: é. sz. 48° 11′ 45″, k. h. 17° 44′ 00″48.195878°N 17.733469°E
A galántai Kodály Zoltán nevét viselő gimnázium (szlovákul Gymnázium Zoltána Kodálya s vyučovacím jazykom maďarským Galanta), a mátyusföldi magyarok fontos középfokú oktatási intézménye Galántán található. Az itteni fiatalok műveltetését és oktatását a 20. század közepe, 1953 óta látja el. Ma a szlovákiai magyarok harmadik legnagyobb gimnáziuma.

## Története

### Az oktatás kezdetei a régióban
A környék iskolahálózatának kialakulása már Mária Terézia iskolarendelete, a Ratio Educationis előtt beindult. Ennek előzményei elsősorban az egyházi intézmények (kolostorok, plébániák) köré szerveződő "iskolákban" keresendők. Bizonyítékát elsősorban az egyetemi peregrinációkutatásban találhatjuk meg, hiszen a kutatás mai állása szerint is, már a mohácsi vész után Galánta és környékéről több diák indult útnak beiratkozni külföldi (többségében osztrák) egyetemekre. Ennek oka elsősorban az volt, hogy e vidéken nem alakultak ki szabad királyi városok, így a legközelebbi egyetemek is a kisebb értelemben vett régió határain kívül létesültek (Pozsony, Nagyszombat, Nyitra és Komárom). A felekezeti sokszínűség ugyan növelte, de a nagyvárosok hiánya miatt mégis viszonylag alacsony maradt a külföldi tanulás mértéke a felvilágosodás után. A katolikus diákok "túlsúlya" elsősorban a vágsellyei jezsuita kollégiumnak és a Nagyszombati Egyetem viszonylagos közelségének köszönhető. A régió diákjainak külföldi tanulása tekintetében, elsősorban a mezővárosok emelkednek ki, közülük is Galánta és később a nagyobb zsidó közösségnek köszönhetően Szered, illetve Vágvecse. Szintén igazolható a középkori gyökerekkel rendelkező vágsellyei iskola megléte. A további településeken időrendben az újkorban: Galántán 1519-ben és 1729-ben, Alsószerdahelyen 1600-ban, Deákin 1606-ban, Nemeskajalon 1653-ban, 1656-ban és 1780-ban, Nagyfödémesen 1634 előtt és 1673-ban, Negyeden 1701-ben, Felsőszeliben 1708-ban, Tallóson 1732-ben, Diószegen 1751-ben és 1825-ben, Szelőcén 1752-ben, Pereden 1756-ban, Zsigárdon 1756-ban, Taksonyon 1761-ben és 1774-ben, Vágfarkasdon 1718 előtt református és 1772-ben (1779) katolikus, Hidaskürtön 1774-ben és 1873-ban, Nagymácsédon 1776-ban stb. mutathatóak ki az iskolák megléte.
1598-1604 között Vágsellyén jezsuita kollégium működött, mivel ide helyezték át a znióváraljait. 1605. áprilisában Bocskai István foglalta el Sellyét, kiűzte a jezsuitákat és a várost elzálogosította, így a sellyei kollégium további működésének lehetőségei szertefoszlottak. 1844-ben Érsekújvárott megszervezték az 5. királyi katolikus tanítóképzőt, mely azonban az 1856-os tanítóképzési reform nyomán megszűnt, s a tanítóképző intézetet Kalocsán szervezték újjá.

### Mátyusföldi oktatás a 20. században
1890-1944 között Talmud (rabbiképző főiskola) iskola is működött a városban. 1931-ben a Slovenská liga Galántán iskolát építtetett, ahol megkezdődött a szlovák nyelvű polgári oktatás. Ezt az épületet használta később a magyar gimnázium 1953-1977 között.
A kisebbségek oktatását a háború után a Szlovák Nemzeti Tanács 1944. szeptember 6-án elfogadott két rendelete szabályozta: 1944/5 és 6. Ezek az iskolák államosításától, illetve a kisebbségi iskolák megszüntetéséről határoztak. Mivel 1938 előtt ezen a területen főképp egyházi iskolák működtek és az oktatók a magyar tanárokat leszámítva, akiket elbocsátottak, állami alkalmazottakká váltak, ezért a magyar anyanyelvű képzés ellehetetlenült. Ezen rendeleteket erősítette meg a londoni csehszlovák emigráns kormány 1944. november 23-iki memoranduma. A Kassai kormányprogram tervszerűen hozzálátott ezen rendelkezések betartásához, melynek során előbb a városokban majd a falvakban is beszüntették az amúgy is szünetelő oktatást. A magyar nyelvű iskolahálózat felszámolása ellen a magyarok tiltakozni próbáltak – annak ellenére, hogy csak ezek után kezdődtek el a reszlovakizálás programja, a deportálások és az ún. lakosságcsere.
1946-ban a nagyszombati gimnázium, kihelyezett tagozataként indult be középiskolai oktatás Galántán. 1948-ban ezen osztályok önálló gimnáziumi státust nyertek.
1949-ben Galántán, Vágsellyén és Nemeskürtön alakultak szlovák nyelvű tanonciskolák. Az 1953-as és későbbi iskolatörvények értelmében, további iskolaintézmények jöttek létre: Szereden és Vágsellyén szlovák, Galántán magyar tanítási nyelvű Tizenegy éves Középiskola alakult. 1960-ban Vágsellyén Élelmiszeripari Műszaki Középiskola, 1966-ban Szereden Kohászati Szakközép, ebből később közgazdaságivá, majd mezőgazdaságivá vált, és 1976-ban Vágsellyén Vegyészeti Szakközépiskola kezdte meg működését. Magyar tanítási nyelvű tanoncképzés csak a bársonyos forradalom után, 1990-ben magán úton indult be a régióban Hidaskürtön. Galántán külön magángimnázium alakult.

### A galántai magyar tannyelvű gimnázium
1953. szeptember 1-jén indult el az oktatás a magyar tanítási nyelvű Tizenegy éves Középiskolában. Tantermei az ún. jubileumi iskolában (vagy Kolíšek-iskolaépületben) és az egykori Ipartársulat székházában voltak. A szlovák és a magyar gimnázium 1977. október 17-én költözött a Dukla utcai (ma: Eszterházyak útja) új épületbe.
Az iskola fennállásának évfordulóit 1978. december 16-án, 1983. március 25-én, 1993. szeptember 18-án és 2003. október 10-én ünnepelték meg.
1992. szeptember 1-jétől nyolcosztályos osztályokkal bővült a gimnázium. 1995-ben az újabb Mečiar-kormány alatt ismét asszimilációs törekvések kerültek előtérbe és a magyar anyanyelvű oktatást védeni próbáló igazgatókat leváltották. Ezek ellen a szülői munkaközösség, a tantestület és az iskolabarátok is felemelték szavukat, több megmozdulás is történt (1995. június 30-án stb.). Az 1998-as újabb parlamenti választások után részben helyreállították az okozott károkat.
2000. december 16-án ünnepélyes keretek között felvette Kodály Zoltán zeneszerző és zenepedagógus nevét. Az iskola új logójára 2003 márciusában írtak ki pénzdíjas pályázatot. A szakmai zsűri választása a szavazatok figyelembevételével 10 pályázó 16 pályamunkájából az andódi Szegheő Gábor művére esett.

## Neves személyek

### Oktatói
- Mórocz Károly (1938–2022) pedagógus, néprajzi gyűjtő.
- Pék László pedagógus, a Szlovákiai Magyar Pedagógusok Szövetségének egykori országos elnöke
- Pukkai László történész
- Szeberényi Zoltán (1930) irodalomtörténész, kritikus

### Diákjai
| - Bauer Győző (1942-2018) orvos, farmakológus, diplomata - Bergendi Barnabás (1996) magyar színész, rendező - Bodri Eleonóra rádiós műsorvezető - Buják Andor zenész, a Ghymes együttes egykori tagja - Bukovszky László (1966) történész - Czanik Ildikó légimentő főorvos - Csadi Zoltán (1983) magyar színész, rendező - Csuthy András régész, muzeológus - Duka-Zólyomi Árpád atomfizikus, egyetemi tanár, politikus - Écsi Gyöngyi (1965) énekes - Fellinger Károly (1963) költő - Forró Krisztián (1976) szlovákiai magyar politikus - Gál Margit (1959) levéltáros - Izsóf József (1949-2018) régész, múzeumigazgató - Jakubecz László színész, újságíró - Kaprinay László karmester - Lancz Attila (1976-2021) jogász. - Lovász Attila (1963) újságíró | - Mészáros Attila (1951-2022) vegyész, asztrofizikus, csillagász, egyetemi docens - Neszméri Sándor (1952-2014) újságíró - Novák Veronika (1954) levéltáros, történész - Novota János (1983) labdarúgó - Olasz István színész - Pallya Gábor jegyző - Pukkai Attila zenész, a Ghymes együttes egykori tagja - Pukkai László (1941-2017) történész - Szarka László (1953) történész - Szarka Tamás (1964) Kossuth-díjas énekes, gitáros, zeneszerző, a Ghymes együttes alapító tagja - Talamon Alfonz (1966-1996) Madách-díjas író - Tóth Károly (1959-2016) irodalomkritikus, tudományszervező, szerkesztő, politikus, a Fórum Kisebbségkutató Intézet igazgatója - Tóth Attila kibernetikus - Varga László (1948) pedagógus, helytörténész |

## Külső hivatkozások
- A gimnázium honlapja
- Az iskola történetéről